# 괵국부인

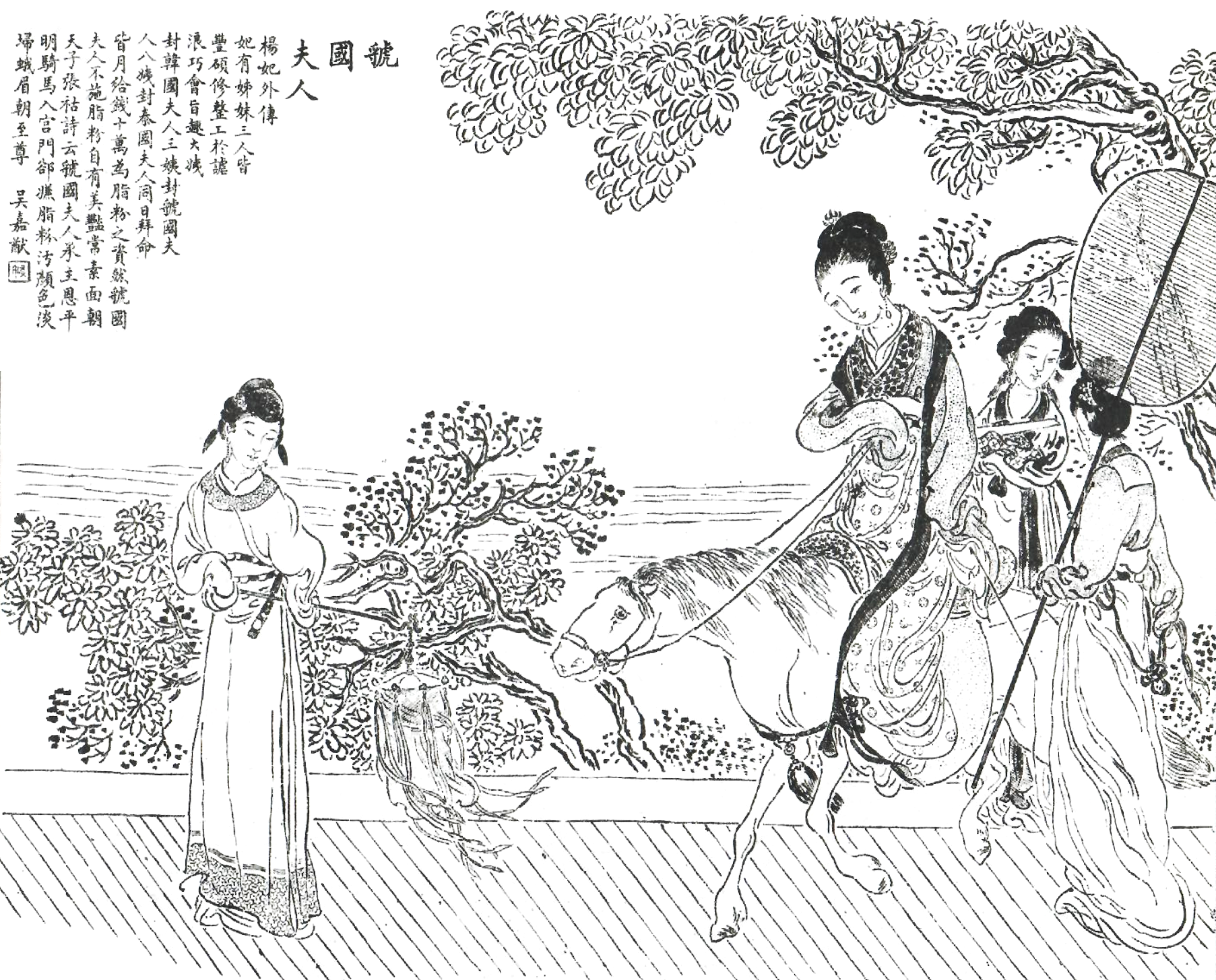

괵국부인은 당 현종의 정인이다. 이름은 양옥쟁. 당 현종의 후궁 양귀비의 언니이다.
괵국부인 미모가 양귀비 못지않게 아름다웠는데, 당 현종의 총애를 많이 받았다고 한다.
한번은 괵국부인이 궁궐에서 집으로 돌아가는데 공주와 부마의 행렬과 마주쳤고 서로 길을 양보하지 않다가 큰 싸움이 났다고 한다 이일로 당 현종은 공주에게 주었던 물건을 뺐고, 부마의 관직을 삭탈하였는데 , 이 정도로 양씨 가문의 세력이 컸다고 한다. 어느
날 당 현종은 괵국부인을 불러 잔치를 벌였는데 안록산이 바차 금화를 하사했다고 한다.
당 현종은 아름다운 괵국부인에게 빠졌고, 양귀비 에게 입궁시키라 명하는데 양귀비는
이를 질투하여 명을 거절했다고 한다. 이 일로 양귀비와 당 현종의 사이는 멀어졌고, 잠시 사가에 나가있으라 명한다. 양귀비가 사가에 나가있는동안 괵국부인이 당 현종의 수발을 들었고, 동침을 하였다고 한다. 괵국부인은 회임을 하여 후궁이 되고자 당 현종에게 춘약을 먹였다고 한다. 양귀비가 출궁하기 전 에도 괵국부인을 아껴 당 현종이 신하를 보내 괵국부인을 목욕시켰다고 한다.
하지만 양국충과 고력사의 노력으로 다시 사이가 좋아졌다고 한다.
결국 괵국부인은 후궁으로 책봉되지 못하였다.

## 가족 관계
- 언니 : 한국부인 양옥패
- 동생 : 진국부인 양옥차
- 동생 : 양귀비 양옥환
- 정인 이자 제부 : 당 현종
- 오라비: 양국충